# Пелайо (броненосец)
«Пелайо» — испанский броненосец барбетного типа конца XIX — начала XX века. Единственный классический броненосец Испании.

## Обстоятельства создания
По разработанной в 1884 г. 10-летней судостроительной программе Испании предполагалось закладка пяти броненосцев 1-го класса, которые должны были стать основой испанского флота. Заказ на головной броненосец серии был передан французской фирме Forges et chantiers de la Méditerranée (Тулон). Автором проекта броненосца стал конструктор Лагань, взявший за основу строившиеся в это время во Франции барбетные броненосцы типа «Марсо». При этом испанский броненосец должен был быть меньшего тоннажа, чем французский прототип, чтобы проходить Суэцкий канал
1 февраля 1885 г. в Ла Сейне близ Тулона был заложен первый броненосец будущей серии, названный в честь короля вестготов Пелайо (Пелагия), возглавившего в VIII в. сопротивление захватчикам-арабам на Пиренеях и разгромивших их в битве при Ковадонге 718 г. Вскоре, однако, в Испании сменилось правительство и была, соответственно, изменена стратегия развития флота в пользу усиления крейсерских сил. Новые броненосцы уже не закладывались, и «Пелайо» в результате остался единственным представителем линкоров додредноутного типа во флоте Испании. 5 февраля 1887 г. он был спущен на воду, а 9 сентября 1888 г. официально передан испанской стороне, хотя его достройка и вооружение продолжалась ещё почти год. Стоимость корабля (без вооружения) составила 22 млн песет.

## Конструкция

### Корпус
Стальной корпус, построенный по клетчатой схеме, имел двойное дно на большей части длины и был разделён 16 основными поперечными и продольной внутренними переборками. «Пелайо» имел очертания, характерные для французских броненосцев того времени, — высокобортный, с сильным завалом бортов и развитым таранным форштевнем. Удлинённый полубак простирался на 2/3 длины судна, что улучшало мореходность. Над верхней палубой возвышались две дымовые трубы с надстройкой и мостиком между ними. Две стальные мачты с мощными боевыми марсами могли нести паруса площадью 500 м² (парусное вооружение броненосца казалось явным анахронизмом).

### Двигательная установка
Основной двигательной установкой броненосца были две вертикальные паровые машины типа «компаунд» двойного расширения, питаемые двенадцатью огнетрубными цилиндрическими котлами. В то время уже активно применялись более совершённые паровые машины тройного расширения, однако устаревшие «компаунды» были выбраны за проверенность и надёжность. Машины развивали мощность в 8000 л. с. при естественной и 9600 л. с. при форсированной тяге. Броненосец на испытаниях смог развить более 16 узлов. При этом было отмечено, что форсирование тяги не даёт существенного прироста скорости из-за неудачных обводов корпуса («Пелайо» взрывал носом огромные буруны). Нормальный запас угля составлял 650 тонн, это позволяло пройти порядка 3 тыс. миль экономным 10-узловым ходом, что считалось недостаточным для океанского плавания.

### Бронирование

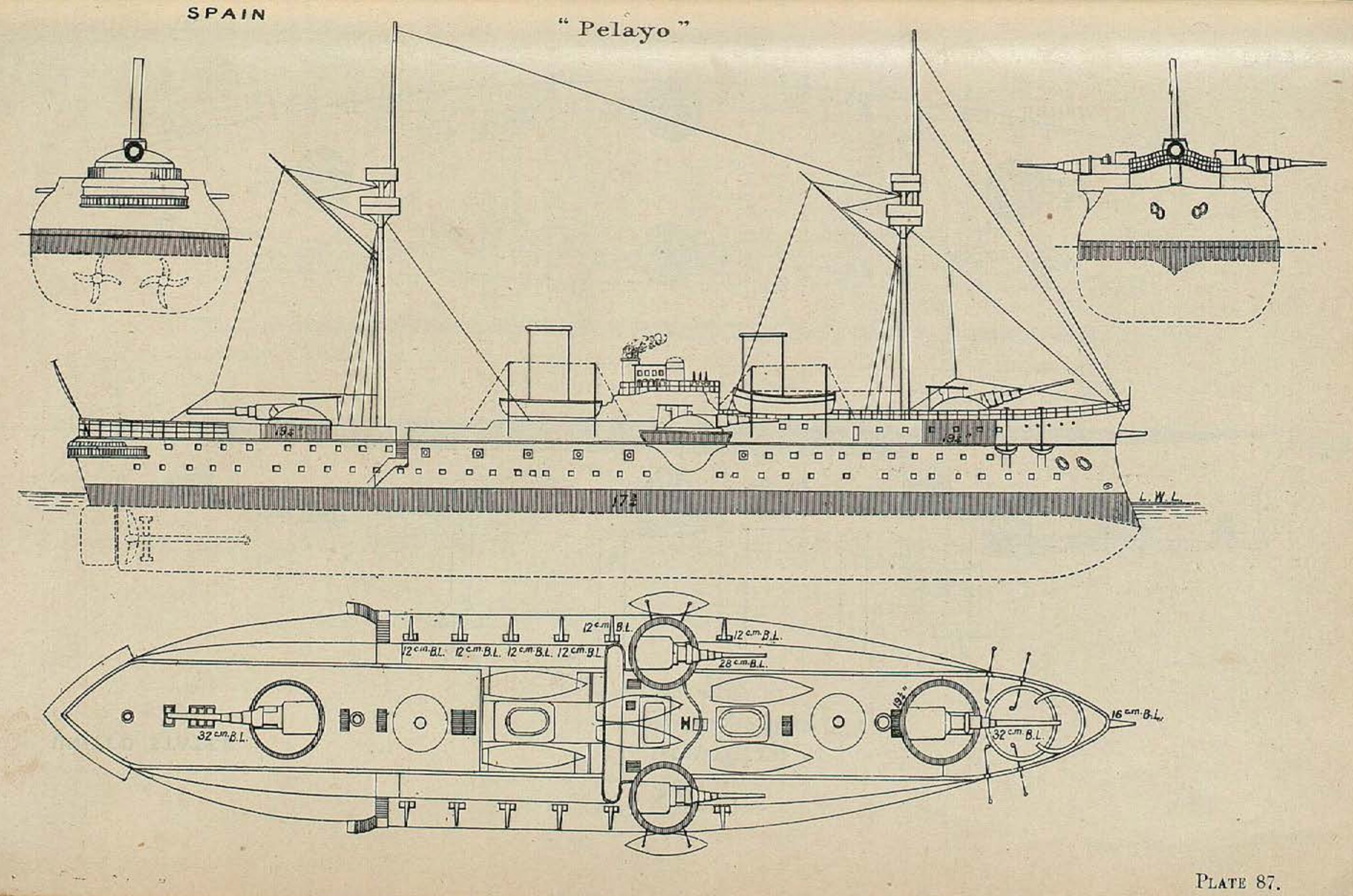
Схема броненосца «Пелайо»

Главной защитой «Пелайо» был броневой пояс, тянувшийся вдоль ватерлинии по всей длине корпуса. Пояс имел толщину в 450-мм в центре корпуса и 300-мм в носовой и кормовой оконечностях, что было хорошей защитой даже от снарядов крупного калибра. Однако ширина бронепояса составляла всего 2,1 м, из которых только 0,6 м приходилось над ватерлинией. Большая часть надводного борта оставалась, таким образом, совершенно незащищённой. Горизонтальную защиту составляла сводчатая броневая палуба толщиной от 50 до 70 мм. Боевую рубку с органами управления защищала броня в 150 мм. Орудия главного калибра были укрыты в барбетах с толщиной брони в 400 мм. Сверху с передней части барбеты прикрывались расположенными под малым углом броневыми щитами в 60-мм. Броневая защита орудий вспомогательного калибра первоначально не предполагалась.

### Вооружение
Главный калибр броненосца состоял из четырёх крупнокалиберных орудий в одноорудийных барбетах, которые располагались ромбом. В носовом и кормовом барбетах стояли 320-мм, а в боковых — 280-мм орудия испанской фирмы Онтория. Теоретически «Пелайо» мог вести огонь в любую точку горизонта из трёх орудий (фактически стрельба боковыми орудиями прямо или назад по курсу была опасна повреждениями корпуса). Управление орудиями было гидравлическим, заряжение могли производиться при любом положении ствола. К моменту вступления корабля в строй его главные артиллерийские системы уже считались слишком тяжёлыми и нескорострельными.
Вспомогательная артиллерия включала в себя одно 160-мм орудие Онтория в носовой части над форштевнем и двенадцать 120-мм орудий Онтория в бортовых батареях на жилой палубе, по шесть орудий на борт. Противоминная артиллерия (для стрельбы по миноносцам) состояла из пяти 57-мм орудий Норденфельда и тринадцати 37-мм револьверных пушек Гочкиса.
Броненосец имел семь торпедных аппаратов: один в носовой части и по три на каждый борт.

## Служба

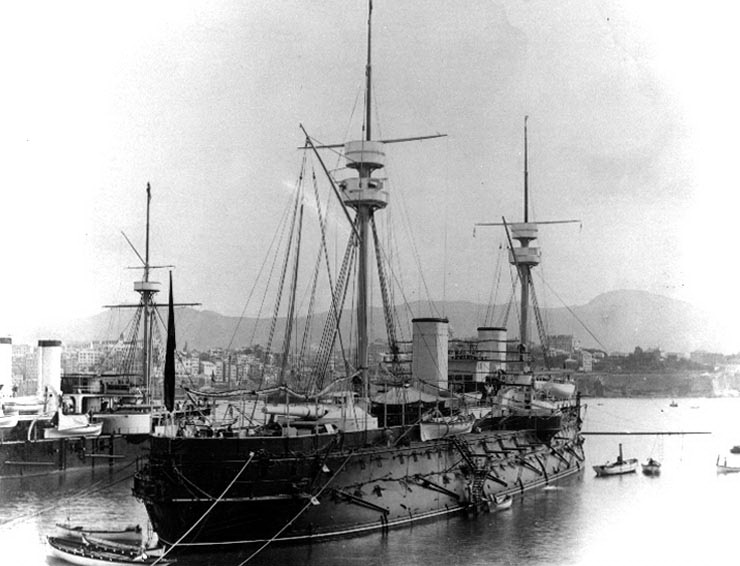
Броненосец «Пелайо» на международном смотре в Генуе. 1892

Ещё до получения орудий главного калибра «Пелайо» был привлечён к решению военно-дипломатических задач — в 1889 году он участвовал в демонстрации испанской эскадры в Алукемасу (Марокко) в связи с нападением марокканцев на испанское рыболовное судно.
В дальнейшем броненосец, как наиболее мощный корабль флота Испании, активно участвовал в международных визитах для демонстрации флага. В 1891 году «Пелайо» побывал в Пирее на торжествах по случаю годовщины независимости Греции; в 1892 году — в Нью-Йорке в связи с празднованием 400-летия открытия Америки; в 1895 году — на открытии Кильского канала в Германии. В том же 1895 году «Пелайо» вновь участвовал в военной демонстрации у берегов Марокко.
В ноябре 1896 года «Пелайо» прибыл в Тулон для модернизации. Ему были заменены устаревшие огнетрубные котлы — на 16 водотрубных котлов Никлосса; с мачт были сняты тяжёлые марсы и парусный рангоут. Предполагалась и замена вспомогательной артиллерии, но этому помешала начавшаяся испано-американская война 1898 года.
На «Пелайо» была срочно возвращена снятая старая артиллерия. Не успев к отправке на Кубу эскадры адмирала П. Серверы, броненосец стал флагманом Резервной эскадры адмирала М. Камары. После разгрома американской крейсерской эскадрой в битве при Кавите испанской колониальной флотилии на Филиппинах, Резервная эскадра Камары получила приказ о выходе на помощь осаждённой Маниле. Эскадра в составе «Пелайо», броненосного крейсера «Император Карлос V» и двух вспомогательных крейсеров вышла 16 июня из Кадиса и 6 июля прошла Суэцкий канал. Командующий американской эскадрой в Манильской бухте (4 бронепалубных крейсера и 2 канонерки) Дж. Дьюи опасался сражения с двумя броненосными испанскими кораблями и был готов в случае прихода эскадры Камары временно оставить Филиппины до подхода американских мониторов, с которыми Дьюи уже готов был дать бой испанцам. Однако после получения сведения об уничтожении эскадры Серверы в битве при Сантьяго-де-Куба 3 июля 1898 года испанское правительство отозвало Резервную эскадру из Суэца обратно в Испанию как свою единственную оставшуюся боевую силу в виду угрозы появления в европейских водах американского флота.
После войны, на «Пелайо» в 1899 году была завершена модернизация вооружения. Вспомогательная артиллерия состояла теперь из девяти 140-мм пушек Канэ. Батарейная палуба получила защиту из верхнего броневого пояса толщиной в 75 мм. В следующем году малокалиберная артиллерия была заменена на двенадцать 57-орудий Норденфельда. Позднее с броненосца были сняты торпедные аппараты.
В дальнейшем «Пелайо» продолжал выполнять в основном представительские функции как флагман испанского флота. С осени 1911 года броненосец регулярно принимал участие в боевых действиях против мятежных племён в Марокко, обстреливая побережье. После включения в 1913 году в состав флота первого испанского линкора дредноутного типа «Эспанья» устаревший броненосец «Пелайо» был переведён в корабли второй линии. Тем не менее, последние годы службы стали самыми активными в его боевой карьере. Он активно использовался как корабль артиллерийской поддержки во время продолжавшейся войны в северном Марокко. С короткими перерывами на ремонты «Пелайо» действовал у берегов Африки до 1918 года, когда был выведен из состава Практической эскадры и переквалифицирован в судно вспомогательной службы.
С 1919 года — учебное артиллерийское судно («артиллерийский понтон») при морской школе в Феролле. В 1923 году разоружён, в 1924 году исключён из списков флота. В 1926 году отбуксирован в Роттердам и разрезан на металл.